# Nowak
Nowak (forma żeńska: Nowak, Nowakowa, Nowakówna, liczba mnoga: Nowakowie) – najpopularniejsze nazwisko w Polsce. Według bazy PESEL 22 stycznia 2025 roku nazwisko to nosiło 100 319 Polek i 98 859 Polaków. Łącznie nazwisko to nosiło 199 178 polskich obywateli.

## Etymologia
Nazwisko pochodzi od słowa nowy „przybysz”, „nowicjusz”. W związku z przyjmowaniem chrześcijaństwa ta nazwa osobowa i jej warianty mogła oznaczać przyjmującego nową wiarę. Ten przypadek mógł dotyczyć niewielkiej liczby osób pochodzenia żydowskiego, którzy przy przyjęciu chrztu otrzymywali często nazwiska: Krzyżanowski, Nowak, Nowicki, Nowinski, Polak.
Wariantami obocznymi nazwiska są: Nowakowski, Nowacki, Nowok (wariant śląski).

## Demografia
W 2015 r. nazwisko to nosiło 277 191 polskich obywateli. Według bazy PESEL 17.01.2015 r. nazwisko to nosiło 139 072 Polek i 138 119 Polaków.
Nazwisko Nowak w województwach w 2015 r.:
- Nowak było: pierwsze w województwie wielkopolskim (35 011)
- Nowak było: pierwsze w województwie śląskim (31 838)
- Nowak było: pierwsze w województwie małopolskim (23 671)
- Nowak było: pierwsze w województwie łódzkim (15 460)
- Nowak było: pierwsze w województwie dolnośląskim (13 217)
- Nowak było: pierwsze w województwie zachodniopomorskim (7 444)
- Nowak było: pierwsze w województwie opolskim (5 538)
- Nowak było: pierwsze w województwie lubuskim (5 444)
- Nowak było: pierwsze w województwie świętokrzyskim (5 538)
- Nowak było: drugie w województwie podkarpackim (9 301)

Novák to najbardziej popularne nazwisko w Czechach. W 2016 roku nosiło je 33881 mężczyzn i żeńską formę Nováková 34812 kobiet. Po 2016 roku dane o nazwiskach w Czechach przestano publikować.
Nazwisko Novák nosi na Słowacji 4879 osób, natomiast Nováková 4945.
Novak to najpopularniejsze nazwisko w Słowenii (11 337 osób, dane z 2007).
Nowak jest najpopularniejszym nazwiskiem pochodzenia polskiego w Niemczech. W 2005 r. wraz z wersjami zapisu Nowack i Novak zajmowało ono 133 miejsce na liście najczęściej występujących nazwisk.
Noack zgermanizowana wersja nazwiska popularna wśród Serbołużyczan zamieszkujących Niemcy i Teksas (potomkowie osadników z Serbina).
Novak, srb. Новак, jest imieniem męskim w Słowenii (111 osób) i Serbii.

## Osoby o nazwisku Nowak

### Podstawowa wersja nazwiska Nowak
- Adam Nowak (ujednoznacznienie)
- Anna Nowak (ujednoznacznienie)
- Andrzej Nowak (ujednoznacznienie)
- Artur Nowak (ujednoznacznienie)
- Dariusz Nowak (ujednoznacznienie)
- Edward Nowak (ujednoznacznienie)
- Ewa Nowak (ujednoznacznienie)
- Henryk Nowak (ujednoznacznienie)
- Jan Nowak (ujednoznacznienie)
- Jakub Nowak (ujednoznacznienie)
- Józef Nowak (ujednoznacznienie)
- Jerzy Nowak (ujednoznacznienie)
- Karol Nowak (ujednoznacznienie)
- Kazimierz Nowak (ujednoznacznienie)
- Katarzyna Nowak (ujednoznacznienie)
- Krzysztof Nowak (ujednoznacznienie)
- Leszek Nowak (ujednoznacznienie)
- Małgorzata Nowak (ujednoznacznienie)
- Marcin Nowak (ujednoznacznienie)
- Marek Nowak (ujednoznacznienie)
- Maria Nowak (ujednoznacznienie)
- Mateusz Nowak (ujednoznacznienie)
- Michał Nowak (ujednoznacznienie)
- Paweł Nowak (ujednoznacznienie)
- Piotr Nowak (ujednoznacznienie)
- Ryszard Nowak (ujednoznacznienie)
- Robert Nowak (ujednoznacznienie)
- Rafał Nowak (ujednoznacznienie)
- Stanisław Nowak (ujednoznacznienie)
- Stefan Nowak (ujednoznacznienie)
- Tadeusz Nowak (ujednoznacznienie)
- Teresa Nowak – polska lekkoatletka płotkarka
- Tomasz Nowak (ujednoznacznienie)
- Wiesław Nowak – polski śpiewak operowy
- Wojciech Nowak (ujednoznacznienie)
- Zbigniew Nowak (ujednoznacznienie)
- Zenon Nowak (ujednoznacznienie)
- Zygfryd Nowak – polski inżynier środowiska, profesor, wiceminister

### Z domu Nowak
- Dominika Chmiel z domu Nowak – polska szachistka
- Dorota Idzi z domu Nowak — polska pięcioboistka
- Halina Guńka z domu Nowak – polska narciarka
- Wanda Dubieńska z domu Nowak – polska sportsmenka, pierwsza polska olimpijka, mistrzyni Polski w szermierce, tenisie i biegach narciarskich

### Pokrewna wersja nazwiska Nowak
- Domen Novak (ujednoznacznienie)
- Filip Novák (ujednoznacznienie)
- Jiří Novák (ujednoznacznienie)
- Kim Novak – amerykańska aktorka filmowa
- Konstanty Novák (1836–1918) – polski ziemianin, uczestnik powstania styczniowego
- Marzenka Novak (1945–2011) – polsko-argentyńska aktorka
- Michael Novak (1933–2017) – konserwatywny amerykański filozof i dyplomata
- Nina Novak (1923–2022) – polska primabalerina
- Vítězslav Novák (1870–1949) – czeski kompozytor